# Аћим Вишњић
Аћим Вишњић (Вишњића До, 24. август 1952) српски је новинар, књижевник и бивши политичар.

## Биографија
Завршио је Филозофски факултет Универзитета у Новом Саду, а магистрирао на Свеучилишту у Загребу.
Био је председник посланичког клуба Српске радикалне странке у црногорском парламенту. Касније је напустио радикале и Војислава Шешеља и основао Српску отаџбинску странку. Као разлог разилажења, навео је Шешељево неподржавање студентских демонстрација у Београду. Као вођа новоосноване странке, кандидовао се за председника Црне Горе на изборима 1997. године. Изабран је за потпредседника нове Отаџбинске српске странке, 2009. године.
Живи и ради у Београду.